# Pseudoleskea minuta
Pseudoleskea minuta là một loài Rêu trong họ Leskeaceae. Loài này được Müll. Hal. mô tả khoa học đầu tiên năm 1897.